# Halocarpus kirkii
Halocarpus kirkii — хвойна рослина родини подокарпових. Латинська видова назва надана на честь новозеландського ботаніка Томаса Кірка (1828—1898), який вивчав лісову флору у цих краях.

## Опис
Дводомні дерева до 25 м заввишки і 100 см діаметром. Нижні гілки розпростерті, верхні підняті. Кора сіро-коричнева, гладка на молодих деревах, але на старих дерев товста, луската. Листя неповнолітніх часто зберігаються на нижніх гілках, поки дерево не стане близько 10 м у висоту. Неповнолітніх рослин листя вузьке й шкірясте, 1.5–4 см × 1–3 мм, від тупих до гострих; черешок короткий, скручений. Зрілих рослин листки маленькі, лускоподібні, щільно притиснуті, 2–3 мм завдовжки, тупі, шкірясті, з перетинчастими краями. Пилкові шишки поодинокі, верхівкові, сидячі, довжиною до 1 см. Жіночий стробіли довжиною 6–12 мм. Насіння яйцювато-довгасті, дещо стислі, смугасті, довжиною 3–8 мм, з покриттям, що повністю покриває насіння. Принасінники помаранчеві. Деревина світло-коричневого-червона, щільно зерниста.

## Поширення, екологія
Країни поширення: Нова Зеландія (Пн., Пд. о-ви.). Це рідкісне лісове дерево росте в низовинних субтропічних змішаних вічнозелених лісах до максимальної висоти близько 700 м.

## Використання
Це подокарпове з дрібнозернистою деревиною, придатною для будівництва в колишні часи. Наразі вид захищений від рубок і більшість дерев зустрічаються в лісових запасах. Цей вид не записаний у вирощуванні, але може бути присутнім у кількох ботанічних садах.

## Загрози та охорона
Це єдиний вид в роді, що досягає великого розміру дерево і, отже, став предметом у минулому надмірної експлуатації. Це рідне для Нової Зеландії дерево захищене від рубок відповідно до законодавства Нової Зеландії. Деякі популяції зустрічаються на охоронних територіях, інші знаходяться на приватній землі. 